# 並木元町
並木元町（なみきもとまち）は、埼玉県川口市の町名。現行行政地名は並木元町のみ。丁番を持たない単独町名である。住居表示実施地区。郵便番号は332-0033。

## 地理
川口市の南部、川口駅の北側に位置する。サッポロビール埼玉工場跡地の再開発であるアリオ川口と大規模マンションなどが建つ。周辺の地名では「〜町」は湯桶読みの「ちょう」と読むが、並木元町は「まち」となる。

## 歴史

### 沿革
- 1973年（昭和48年）3月1日 - 住居表示実施により、並木町一丁目1～84、95番地から並木元町が成立。
- 2003年（平成15年）9月8日 - 地内のサッポロビール埼玉工場が閉鎖される。
- 2005年（平成17年）
  - 9月 - サッポロビール埼玉工場跡地の再開発事業「リボンシティ」の地区計画決定。
  - 11月29日 - 地内の「リボンシティ」地区内にアリオ川口が開業する。
- 2006年（平成18年）4月 - 「リボンシティ」が街開きを迎え、事業が完了する。

## 世帯数と人口
2018年（平成30年）3月1日現在の世帯数と人口は以下の通りである。
| 町丁     | 世帯数    | 人口    |
| -------- | --------- | ------- |
| 並木元町 | 1,897世帯 | 4,557人 |

## 小・中学校の学区
市立小・中学校に通う場合、学区（校区）は以下の通りとなる。
| 番地                                    | 小学校             | 中学校             |
| --------------------------------------- | ------------------ | ------------------ |
| 1番1号〜6号 1番16号〜30号 1番60号〜96号 | 川口市立幸町小学校 | 川口市立青木中学校 |
| その他                                  | 川口市立並木小学校 | 川口市立幸並中学校 |

## 交通

### 道路
- 埼玉県道35号川口上尾線

## 施設
- リボンシティ
  - アリオ川口
  - 川口市立アートギャラリー・アトリア
  - リボンシティレジデンス
  - 並木元町公園
  - 並木元町中公園
  - 川口スケートパーク
  - 並木元町北公園